# Обердрайс
Обердрайс (нім. Oberdreis) — громада в Німеччині, розташована в землі Рейнланд-Пфальц. Входить до складу району Нойвід. Складова частина об'єднання громад Пудербах.
Площа — 9,00 км2. Населення становить 867 ос. (станом на 31 грудня 2020).